# Aladakatti, Hirekerur
Aladakatti là một làng thuộc tehsil Hirekerur, huyện Haveri, bang Karnataka, Ấn Độ.